# Víktor Erofeyev
Víktor Vladímiróvich Eroféyev (cirílico ruso: Ви́ктор Влади́мирович Ерофе́ев, Moscú, 19 de septiembre de 1947) escritor, crítico literario y periodista ruso, libretista de La vida con un idiota. 
Su hermano trabaja en la Galería Tretiakov y su padre era un diplomático de alto rango, por lo que pasó parte de su infancia en París. 
Se graduó en la Facultad de Filología de la Universidad Estatal de Moscú en 1970. 
Durante la época soviética fue miembro de la Unión de Escritores Soviéticos y colaborador del Instituto Gorki de Literatura Mundial, pero fue expulsado al convertirse en coeditor de la revista de literatura disidente Metrópol. Actualmente vive en Moscú y escribe para publicaciones internacionales como el International Herald Tribune, el New York Review of Books, el New Yorker, Die Zeit y el Frankfurter Allgemeine Zeitung. 
Recibió la Legión de Honor.

## Obra seleccionada
- «Жизнь с идиотом» (1980)
- «Русская красавица» (1990)
- «В лабиринте проклятых вопросов» (1996)
- «Страшный суд» (1996)
- «Пять рек жизни» (1998)
- «Энциклопедия русской души» (1999)
- «Мужчины» (1997)
- «Бог X. Рассказы о любви» (2001)
- «Хороший Сталин» (2004)